# UV Ceti
UV Ceti – jeden z dwóch składników gwiazdy podwójnej Luyten 726-8. Jest gwiazdą rozbłyskową, od której nazwę wzięła cała grupa gwiazd zmiennych typu UV Ceti.
UV Ceti jest czerwonym karłem o typie widmowym M6V, masie 0,1 masy Słońca, promieniu 0,14 promienia Słońca i 0,00004 jasności Słońca. Temperatura powierzchniowa, ważąc na zmienność jasności, jest zapewne różna w różnych okresach aktywności. Jasność wizualna wynosi ok. 13,25m.